# 上海乐团
上海乐团曾是上海一所综合性乐团。
1952年10月，由上海交响乐队、合唱队、民间管弦乐队、铜管乐队等组成了上海乐团，是一所综合性乐团；1956年12月撤销，所属各队改上海交响乐团、上海民族乐团、上海管乐团和上海合唱团；1973年，上海合唱团与上海交响乐团合并为上海乐团；1979年4月撤销，分设上海合唱团和上海交响乐团。
1982年，上海合唱团复名上海乐团，曾是中国大陆最大的综合性乐团之一。1997年与上海歌剧舞剧院合并，并命名为上海歌剧院。